# Die Reise ins Ich
Die Reise ins Ich (Originaltitel: Innerspace) ist ein US-amerikanischer Film aus dem Jahr 1987. Er ist eine Mischung aus Abenteuerfilm und Science-Fiction-Komödie und handelt von zwei unterschiedlichen Männern, die in ein Komplott konkurrierender Technikfirmen geraten, die um die Technik zur Verkleinerung von Menschen und Gegenständen buhlen. In den deutschen Kinos lief der Film am 10. Dezember 1987 an.

## Handlung
San Francisco – der ehemalige Marineflieger der United States Navy, Lieutenant Tuck Pendleton, ein notorischer Trinker und Frauenheld, ist beruflich und privat in einer schwierigen Situation. Seinen Job ist er los, seine Freundin Lydia Maxwell (eine Journalistin) verlässt ihn, und um seinen Lebensunterhalt zu verdienen, nimmt er notgedrungen eine riskante Stelle als Versuchsperson an.
Ein Forschungslabor testet einen experimentellen Mikrochip. Mithilfe dieses Bauteils soll Tuck gemeinsam mit einem Mini-U-Boot verkleinert und in den Körper eines Kaninchens injiziert werden. Während des Experiments wird das Labor aber von den Handlangern eines kriminellen Konkurrenzunternehmens überfallen, welche den Chip stehlen. Im allgemeinen Trubel landet Pendleton versehentlich im Körper des zappeligen und hypochondrisch veranlagten Supermarktkassierers Jack Putter.
Da ihm langsam der Sauerstoff ausgeht, bleibt Pendleton nur eine Chance: Er setzt sich mithilfe seiner Bordtechnik mit Putter in Verbindung und bewegt ihn dazu, etwas zu seiner Rettung zu unternehmen. Ausgestattet mit Tuck in seinen Blutbahnen und Lydia an seiner Seite kämpft sich der chaotische Tollpatsch durch das Abenteuer seines Lebens, um den Chip zurückzuholen, Tuck wieder zu vergrößern, die Gegner rund um den Gangster Victor Scrimshaw auszuschalten und dem aalglatten Hightech-Dealer „Cowboy“, der Geschäfte mit Victor macht, das Handwerk zu legen.
Nach seiner Rettung heiraten Tuck und Lydia, die ein Kind von ihm erwartet. Der Film endet mit einem erneuten Angriff der Gangster und Putter, der die Verfolgung aufnimmt.

## Zusatzinformationen
- Als Vorgänger zu Die Reise ins Ich gilt der 1966 entstandene Streifen Die phantastische Reise von Richard Fleischer. Regisseur Joe Dante drehte kein bloßes Remake, sondern verlegte die Handlung ins Komische und verpasste ihr den zur Moderne passenden technischen Schliff.
- Der Kameramann in Die phantastische Reise war Ernest Laszlo, der Vater des hier agierenden Kameramanns Andrew Laszlo.
- Die Idee, Schrumpf-Menschen durch einen menschlichen Körper wandern zu lassen, wurde ebenfalls 1997 in dem Film Auf der Jagd nach dem Nierenstein von Vibeke Idsøe verwendet.
- Regisseur Joe Dante verwendete für seinen Dreh einen Stab von Schauspielern, mit denen er immer wieder dreht. Dazu zählen Robert Picardo, Kathleen Freeman, Dick Miller und Henry Gibson. Mit ihnen drehte er u. a. die Gremlins-Filme sowie Das Tier.
- Die beiden Schauspieler, mit denen Martin Short in der Wartezimmer-Szene zu sehen ist, sind Andrea Martin und Joe Flaherty, seine Partner aus der Serie SCTV Channel.
- Die Szene im Einkaufszentrum wurde in zwei verschiedenen Shopping Malls in Los Angeles gedreht. Die Einstellung, in der Ozzie hereinkommt und zum Aufzug läuft, wurde in der Northridge Mall gedreht. Als er oben ankommt und Jack die Spritze in den Hintern jagt, sieht man die Sherman Oaks Galleria.
- Regisseur Joe Dantes Markenzeichen ist die Verwendung von zwei Nonnen in jedem seiner Filme. In Die Reise ins Ich sind sie im Einkaufszentrum zu sehen. Er selbst hat im Film einen Cameo-Auftritt. Er ist der erste Labortechniker, der von Dr. Cankers' Leuten angegriffen wird.
- Die Szenen mit den verkleinerten Menschen wurden einerseits mit Kindern, andererseits mit den in übergroßen Kulissen agierenden Schauspielern gedreht. Die übergroßen Kulissen wurden aus der Ferne aufgenommen und mit normal großen Schauspielern und Darstellern kombiniert. So wurden doppelte Aufnahmen und Kosten gespart. Zu sehen ist dies beim Handgemenge im Volvo zwischen Lydia und Jack sowie zwischen Scrimshaw und Dr. Canker. In einer Schlusseinstellung befinden sich die Darsteller in einem übergroßen Koffer, der jedoch von einer normal großen Hand geschlossen wird.
- In der Szene, nachdem sich Jack dank Tucks Hilfe optisch in den Cowboy verwandelt hat, musste Cowboy-Darsteller Robert Picardo Timing und Schnelligkeit beweisen. Diese Szene wurde in einem Take und ohne Schnitt gedreht, wobei Picardo am Anfang mit Outfit und Haaren von Jack agiert und am Schluss gefesselt, nackt und betäubt in der Badewanne liegt. Picardo geht am Anfang aus dem Bild, schlüpft hinter die Kamera und dort aus den Kleidern und in die Badewanne. Durch eine Klappe in der Wand über der Wanne wurden ihm zum Schluss die anderen Haare aufgesetzt.
- Während Tuck verkleinert wird, zeigen die Bildschirme ein Piktogramm aus fünf verwobenen Sechsecken. Dies ist das Symbol der Combined Miniature Deterrent Forces bzw. CMDF, einer Organisation aus Die phantastische Reise.
- Die Darsteller Dennis Quaid und Meg Ryan lernten sich während der Dreharbeiten des Films kennen und lieben, waren von 1991 bis 2001 verheiratet und haben einen gemeinsamen Sohn, Jack Quaid.

## Kritik
„Temporeich inszeniertes, komödiantisches Science-Fiction-Märchen mit parodistischen Elementen, das eine Vielzahl von Filmzitaten aneinanderreiht. Seinen Witz erzielt es in erster Linie durch die Beschreibung der ungewöhnlichen ‚Männerfreundschaft‘.“

„Regisseur Joe Dante persifliert den Klassiker ‚Die phantastische Reise‘ (1966) mit viel Witz und Oscar-gekrönten Effekten. Fazit: Drollige Actionversion eines Sci-Fi-Klassikers.“

## Auszeichnungen
Dennis Muren, Bill George, Harley Jessup und Kenneth F. Smith wurden 1988 mit dem Oscar in der Kategorie Beste visuelle Effekte ausgezeichnet.

## Synchronisation
Der Film wurde von der Berliner Synchron GmbH synchronisiert. Die Dialogregie führte Andreas Pollak.
| Figur                   | Schauspieler      | Synchronsprecher         |
| ----------------------- | ----------------- | ------------------------ |
| Lt. Tuck Pendleton      | Dennis Quaid      | Thomas Danneberg         |
| Jack Putter             | Martin Short      | Stephan Schwartz         |
| Lydia Maxwell           | Meg Ryan          | Ulrike Möckel            |
| Cowboy                  | Robert Picardo    | Reinhard Kuhnert         |
| Ozzie Wexler            | John Hora         | Norbert Langer           |
| Dr. Greenbush           | William Schallert | Friedrich Georg Beckhaus |
| Dr. Margaret Canker     | Fiona Lewis       | Karin Buchholz           |
| Dr. Niles               | Mark L. Taylor    | Tobias Meister           |
| Frau an der Kasse       | Kathleen Freeman  | Barbara Ratthey          |
| Victor Eugene Scrimshaw | Kevin McCarthy    | Christian Rode           |